# Орлівське (селище)
Орлівське — селище в Україні, в Хрустальненській міській громаді Ровеньківського району Луганської області. Населення становить 278 осіб. Орган місцевого самоврядування — Краснолуцька сільська рада.

## Населення
За даними перепису 2001 року населення селища становило 278 осіб, з них 25,18% зазначили рідною українську мову, 72,3% — російську, а 2,52% — іншу.